# ادوارد اوتوجیان
ادوارد اوتوجیان (ارمنی: էդուարդ Մկրտչի Ութուճյան; ۱۲ نوامبر ۱۹۰۵ – درگذشته ۲۸ ژوئیهٔ ۱۹۷۵) معمار ارمنی‌تبار اهل فرانسه  و خالق مفهوم شهرگرایی زیرزمینی در دهه ۱۹۳۰ می باشد.

## زندگی‌نامه
در ۱۲ نوامبر ۱۹۰۵ در کنستانتینوپل به دنیا آمد و از دانشگاه پاریس فارغ‌التحصیل شد. در سال 1937 اوتوجیان کمیته بین‌المللی دائمی فناوری‌ها و برنامه‌ریزی زیرزمینی «International Permanent Committee of Underground Technologies and Planning» را برای  ترویج استفاده از فضای زیرزمینی را بنیانگذاری نمود. وی کتاب های «Architecture et urbanisme souterrain» (1966) و «L'urbanisme souterrain» را تالیف نموده است.  . وی همچنین برندهٔ جوایزی همچون لژیون دونور شده‌است.  وی در ۲۸ ژوئیهٔ ۱۹۷۵ در سن ۶۹ سالگی در پاریس درگذشت.